# Theodor Frölander
Henry Theodor Frölander, född den 28 mars 1856 i Göteborg, död den 11 mars 1908 i Stockholm, var en svensk finansman.
Frölander blev student 1873 och idkade i Uppsala juridiska studier. Han var 1882-1889 anställd i sjöförsäkringsaktiebolaget Ägir, 1890-1892 assistent i Finansdepartementets bankbyrå, 1892-1898 kassadirektör i Stockholms enskilda bank och 1898-1908 verkställande direktör i Allmänna hypoteksbanken, i vars skötsel han utvecklade stor omsorg och förmåga. Han förordnades 1906 till biträdande ledamot i bankinspektionen, var 1906-nyåret 1908 statens förlikningsman i arbetstvister (för distriktet Stockholm-Mälarprovinserna-Gotland), vilket värv i den nyskapade institutionen han skötte med både nit och framgång, samt utsågs 1907 till ordförande i fondbörskommittén och samma år av Kungl. Maj:t till medlem av det nya Järnvägsrådet.